# ヤコブ・ウネ・ラーション
ヤコブ・ウネ・ラーション（スウェーデン語: Jacob Une Larsson、1994年4月8日 - ）は、スウェーデンのサッカー選手。スウェーデン代表。ポジションはDF。

## クラブ歴
IFブロマポイカルナの下部組織に在籍し、2012年にトップチームに昇格。2013年からアルスヴェンスカンにチームが昇格するとレギュラーとなった。2014年にポントゥス・セゲルストレムが他界すると20歳にしてチームの主将となった。しかしチームは不調でスーペルエッタン降格となった。
2015年7月には、アルスヴェンスカンのユールゴーデンIFが3年契約で翌2016年初めからの契約をしたと報じられ、彼自身も隣国のローゼンボリBKのオファーを蹴っての選択をした事を認めた。この発表時に彼は自らを小さい頃からスタジアムに通い詰めるほどの心の底からのユールゴーデンサポーターだと述べたため、ユース時代から一筋で過ごしてきたブロマポイカルナのサポーターから大顰蹙を買った。2016年初めに移籍すると10月2日に移籍後初得点を記録した。

## 代表歴
年代別代表ではU-17、U-19、U-21、U-23の各年代でのプレー経験がある。U-23代表としてはリオデジャネイロオリンピックに参加し、同オリンピック前の親善試合で得点した他、本戦でも2試合に出場した。U-21代表としてはUEFA U-21欧州選手権2017に参加した。
A代表では2017年1月12日に行われたスロバキア代表との親善試合で初出場をした。